# San Miguel de Serrezuela (kommunhuvudort)
San Miguel de Serrezuela är en kommunhuvudort i Spanien.   Den ligger i provinsen Provincia de Ávila och regionen Kastilien och Leon, i den centrala delen av landet, 140 km väster om huvudstaden Madrid. San Miguel de Serrezuela ligger 1 098 meter över havet och antalet invånare är 174.
Terrängen runt San Miguel de Serrezuela är platt åt nordväst, men åt sydost är den kuperad. Runt San Miguel de Serrezuela är det mycket glesbefolkat, med 3 invånare per kvadratkilometer. Närmaste större samhälle är Alaraz, 8,7 km norr om San Miguel de Serrezuela. Trakten runt San Miguel de Serrezuela består i huvudsak av gräsmarker.